# Фингар (святой)
Фингар (V век) — мученик корневильский. Дни памяти — 23 марта, 14 декабря.
Святой Фингар (Fingar), или Гвинеар (валл. Gwinear), или Гвигнер (Guigner), или Эгвинэ (Éguiner) по происхождению был ирландцем. Был обращён в христианство святым Патриком. Считается, что он бежал от своего отца-язычника в Бретань и нашёл пристанище у тамошнего князя в Морбигане, который предоставил ему и его спутникам числом 7 (или 777) землю.
Известен источник св. Фингара в Плювине, расположенный на берегу реки, на окраине города прямо к востоку от церкви. По преданию,
Однажды группа ирландских изгнанников была на охоте. Олень был обнаружен, за ним гнались собаки, за которыми следовал Фингар, оставив товарищей остались далеко позади. Олень был настигнут и убит Фингаром, который … оглянулся в поисках воды, чтобы вымыть руки и одежду … Не найдя воды, Фингар ударил своим копьем в землю, откуда изошёл чудесный источник.
Чудо убедило Фингара стать монахом. В конце концов он переехал в Корнуолл со своей сестрой Фиалой и со товарищи, где они приняли мученическую смерть от тирана-язычника Теудара (Teudar) в Хейле, Корнуолл, неподалёку от Пензанса. По преданию,
Сразу же (после казни) святой поднял свою голову и отнёс её в руках … в другое место, где он тщательно омыл её в ручье, который течёт там.
В честь святого названы коммуны Лок-Эгине и Лок-Эгине-Сен-Тегоннек в Финистере.